# Alberto Molina
Francisco Alberto Molina Navarro (Las Palmas de Gran Canaria, 7 de abril de 1943), más conocido simplemente como Alberto Molina, es un exfutbolista español que jugó de defensa. 

## Carrera
Empezó su carrera futbolística en los filiales de la Unión Deportiva Las Palmas y después pasó al Club Deportivo Tenerife en 1963. Tuvo una lesión en la rodilla con 23 años, por lo que estuvo dos temporadas jugar. En la Copa del Generalísimo de 1964, al Tenerife le tocó enfrentarse al Fútbol Club Barcelona; el 3 de ese mes en el Camp Nou perdieron por 7-0, y en el partido de vuelta del 10 logró vencer el Tenerife en el Estadio Heliodoro Rodríguez López por un resultado de 2 a 1.
El último año de Alberto (1976) como jugador del Tenerife se eliminó en la Copa del Rey al Real Madrid Club de Fútbol al vencer en el Heliodoro por 2-0 en un partido jugado el 9 de marzo de 1976 y perder el partido de vuelta en el Bernabéu por 1-0.

## Trayectoria
| Club           | País   | Año     | Part. | Goles |
| -------------- | ------ | ------- | ----- | ----- |
| C. D. Tenerife | España | 1963-64 | 29    | 0     |
| C. D. Tenerife | España | 1964-65 | 25    | 0     |
| C. D. Tenerife | España | 1965-66 | 29    | 0     |
| C. D. Tenerife | España | 1966-67 | 14    | 1     |
| C. D. Tenerife | España | 1967-68 | 0     | 0     |
| C. D. Tenerife | España | 1971-72 | 28    | 3     |
| C. D. Tenerife | España | 1972-73 | 29    | 0     |
| C. D. Tenerife | España | 1973-74 | 30    | 0     |
| C. D. Tenerife | España | 1974-75 | 28    | 1     |
| C. D. Tenerife | España | 1975-76 | 36    | 1     |
| Total          | Total  | Total   | 270   | 6     |